# تصابونت
تَصَابُونْتْ مشروب محلي يُشتهر عند ساكنة منطقة زاكورة جنوب شرق المغرب، وهو عبارة عن عصير مستخلص من التمور الممزوجة بأعشاب ونباتات تتواجد على نطاق واسع بالمنطقة.

## أصل التسمية
بحسب باحثين في الثقافة والتراث المحليين، فإن كلمة «تصابونت» المسكوكة بالأمازيغية، تعني «المادة أو الشيء المنظف»، وذلك في استعارة لوظيفة الصابون الذي ينظف الملابس والأواني، في الوقت الذي ينظف مشروب «تصابونت» الجسم من السموم والمواد الضارة.

## طريقة التحضير
يتم أولا تنظيف الأعشاب والنباتات بعناية ويتم وضعها في إناء قابل للإغلاق يطلق عليه محليا «الخشاشة»، مع إضافة كمية من الماء، وبعد ذلك يتم إغلاق الإناء وتركه لمدة تقارب الأسبوع حتى يمتزج الماء بنكهة الأعشاب والنباتات، ويتمخض عنه سائل لذيذ ذي رائحة زكية. أما المرحلة اللاحقة، فتتمثل في تنظيف كمية من التمور من كل الشوائب، وإضافة كمية قليلة من الماء، مع العمل على عجنها ودلكها بالأيدي بطريقة تشبه عملية عجن دقيق الخبز، وبعد أن تتحول التمور إلى عجينة متماسكة، يتم خلطها بقليل من المياه الباردة وسائل النباتات والأعشاب المعد سلفا، حتى تصبح سائلا مختلطا. وتلي هذه المرحلة، مرحلة تصفية المشروب من نواة التمور وغشائها الخارجي باستعمال غربال نظيف، للحصول على مشروب بني طافح برغوة هائجة، فيقدم مباشرة للشرب سواء قبل الأكل أو بعده. 